# Anthony Eden
Anthony Eden, primer comte d'Avon, 1r vescomte Eden, KG, MC, PC (12 de juny de 1897 – 14 de gener de 1977) fou un polític britànic, primer ministre del país entre 1955 i 1957

## Biografia
Educat a la prestigiosa escola d'Eton College i a la Universitat d'Oxford, Eden milità durant tota la seva vida al Partit Conservador, pel qual fou diputat des de l'any 1923. Secretari parlamentari d'Austen Chamberlain, esdevingué un dels seus màxims col·laboradors al Ministeri d'Afers Exteriors (el Foreign Office). Entre 1931 i 1933 fou sotssecretari d'Estat d'exteriors, i el 1934 esdevingué ministre per a la Societat de Nacions.
L'any 1935, Eden fou nomenat secretari d'Afers Exteriors en el govern d'Austen Chamberlain. Poc després, però, es començà a veure la divisió d'opinions entre Chamberlain i Eden sobre quina era la política que calia seguir amb l'Alemanya nazi i la Itàlia feixista. Per Eden, la pau no era possible amb aquests règims i s'oposà frontalment a la signatura de l'Acord de Múnic. Aquesta oposició l'obligà a dimitir del seu càrrec el 1938, però li feu guanyar una gran popularitat arreu del Regne Unit.

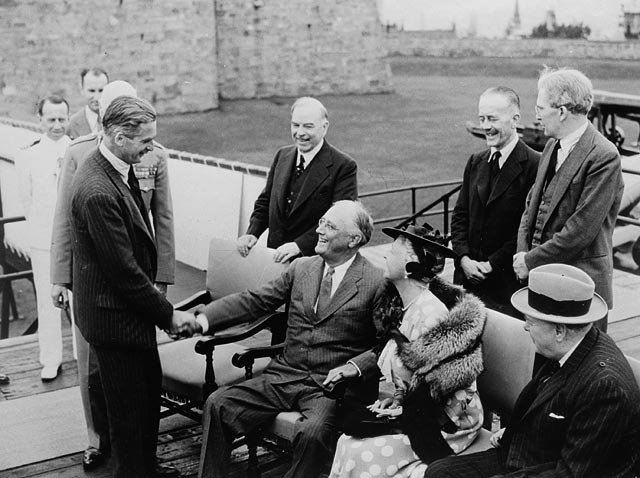
Eden amb Roosevelt a la Conferència de Quebec (1943)

En esclatar la Segona Guerra Mundial, Eden es convertí en l'home de confiança de Winston Churchill, del qual esdevingué el seu número dos al govern. Entre 1939 i 1945 desenvolupà els càrrecs de ministre de Colònies, ministre de la Guerra i secretari del Foreign Office (el Ministeri d'Afers Exteriors britànic).
La victòria del Partit Laborista a les eleccions al Parlament del Regne Unit de 1945 portà als conservadors a l'oposició enmig de creixents preocupacions sobre el futur del Regne Unit en la postguerra. Durant aquest temps, Eden fou el líder del seu partit a la Cambra dels Comuns, però sempre es mantingué en un segon pla dins del partit. La seva situació personal (depressiu a causa del seu divorci i la desaparició d'un fill a la guerra) i la seva lleialtat a Winston Churchill van fer que mai es decidís a agafar les regnes del partit.
Amb el triomf conservador a les eleccions al Parlament del Regne Unit de 1951, però, tornà a ser nomenat ministre d'Afers Exteriors per tercera vegada en un govern de Churchill, que va frenar el procés de descolonització que havien iniciat els laboristes enviant tropes britàniques per lluitar a la Rebel·lió de Mau Mau a Kenya i contra l'emergència Malaia. Entre 1951 i 1955 va haver de fer front a certs moments difícils i va haver de prendre decisions certament polèmiques fruit de la Guerra Freda cada cop més evident. Així, al·legant qüestions de salut, s'alliberà a presoners nazis com ara bé Albert Kesselring o Erich von Manstein. D'altra banda, però, feu de mitjancer entre França i el Vietnam a la Conferència de Ginebra, que segellà la pau entre ambdues el 1954, i participà en la Conferència de Londres, que determinà l'estatus de l'Alemanya Occidental.

### Primer ministre
L'any 1955, amb la retirada de Churchill, Anthony Eden esdevingué finalment primer ministre i immediatament va convocar eleccions, que es celebraren el 5 de maig de 1955, incrementant la majoria conservadora de 17 a 60 escons.
La seva vida dedicada a la diplomàcia exterior, però, li va resultar un llast en aquest nou càrrec, donat que no disposava de coneixements de política interna o econòmica. Durant el seu mandat, aquests àmbits quedaren en mans dels seus ministres, mentre ell mateix seguí liderant la política exterior.
La seva intenció inicial fou aconseguir una aliança forta amb el nou president dels EUA, Dwight David Eisenhower. L'esclat de la Crisi de Suez, però, afectà greument a aquesta relació. Eden, acompanyat per Guy Mollet, primer ministre francès, es decidí a fer oblidar Gamal Abdel Nasser dels seus plans de nacionalització del canal. La intervenció militar i l'amenaça política i financera dels Estats Units, va ser determinant per a la retirada dels aliats del Sinaí i feu davallar fortament el seu prestigi, alhora que el seu estat de salut empitjorà amb diverses infeccions en poc temps. El 1956, amb Eden com a primer ministre es va arribar a un acord per la independència de Malàisia.

### Dimissió
Amb tot plegat, decidí presentar la seva dimissió el 9 de gener de 1957 i es retirà de la vida política, sent substituït com a primer ministre per Harold Macmillan. El 1961 la reina Elisabet II el creà comte d'Avon i vescomte Eden.